# 峨眉山古建筑群
峨眉山古建筑群位于中国四川省峨眉山，始建于东晋，现有寺庙三十余处，代表建筑有报国寺、伏虎寺、万年寺、清音阁、洪椿坪等，2002年12月27日公佈為四川省第六批省級文物保護單位，2006年5月25日列為第六批全國重點文物保護單位，與第一批全國重點文物保護單位峨眉山聖壽萬年寺銅鐵佛像合併。
含報國寺、聖積銅鐘、伏虎寺、聖積寺銅塔、萬年寺、磚殿、清音閣、洪椿坪、峨眉山聖壽萬年寺銅鐵佛像9個點。尚有慈聖庵。